# Кабо-Верде
Респу́бліка Ка́бо-Ве́рде (Республіка Зеленого мису, порт. República de Cabo Verde [ˈkabu ˈveɾdɨ], кабув. Repúblika di Kabu Verdi) — держава на 18 островах в Атлантичному океані за 620 км від західного узбережжя Африки.
Площа 4033 км². Столиця — Прая.

## Природа

Карта островів Кабо-Верде

Острівна держава розташовується поблизу західного узбережжя Африки, поблизу узбережжя Мавританії та Сенегалу.
Архіпелаг з островів вулканічного походження, які умовно поділяються на дві групи островів:
- Навітряна група (північна) (порт. Ilhas de Barlavento) — Санту-Антан, Сан-Вісенте, Сан-Ніколау, Санта-Лузія — ненаселений, Сал, Боа-Вішта, а також малі ненаселені острови — Бранку та Разу між островами Сан-Ніколау та Санта-Лузія; Пассарус навпроти міста Мінделу на острові Сан-Вісенті; Рабо-ді-Жунку біля узбережжя острова Сал; Сал-Рей та Балуарті біля узбережжя острова Боавішта;
- Підвітряна група (південна) (порт. Ilhas de Sotavento) — Маю, Сантьягу, Фогу, Брава, а також малі ненаселені острови — Санта-Марія навпроти міста Прая на острові Сантьягу; Гранді, Сіма, Рей, Луїш Карнейру, Сападу приблизно за 8 км від острова Брава та Арійа вздовж узбережжя цього острова.

### Геологічна будова
Острови Кабо-Верде утворилися внаслідок вулканічної активності на тектонічній плиті Африки в межах гарячої точки Кабо-Верде. Відповідно до геотектонічної концепції, ця гаряча точка розташована в мантії і не зміщується, тоді як Африканська плита повільно рухається над нею. Це призводить до утворення серії вулканічних островів із заходу на схід. Архіпелаг не є частиною Серединно-Атлантичного хребта, проте розташований на великому океанічному піднятті, яке називається Підняттям Кабо-Верде. Воно підноситься на 2—3 км над дном океану і тягнеться на сотні кілометрів.
Геологічна історія Кабо-Верде охоплює декілька основних етапів: 1 — пізній міоцен (близько 15—7 млн. років тому; утворення найстаріших островів, таких як Сал, Боа-Вішта, Маю);  2 — пліоцен—плейстоцен (5 млн. — 100 тис. років тому; активізація вулканізму на західних островах  Сантьягу, Фогу, Брава); 3 — голоцен (менше ніж 10 тис. років тому; сучасна вулканічна активність, зокрема на острові Фогу). 
Геологічний склад архіпелагу включає переважно базальти та інші мафічні лави, пірокластичні відклади (туфи, вулканічний попіл), вулканічні брекчії, інтрузивні породи, що формуються в підземних магматичних каналах. На деяких островах також зустрічаються відклади вапняку та еолового піску, які утворювались в умовах аридного клімату та при дії морських течій.

### Рельєф
Рельєф Кабо-Верде дуже різноманітний — від високогірних вулканічних масивів до плоских рівнин та прибережних терас. Геоморфологічно острови поділяють на: 1 — гірські й круті острови (західна частина: Санту-Антау, Сан-Ніколау, Сантьягу, Фогу, Брава); 2 — низькі рівнинні острови (східна частина: Сал, Боа-Вішта, Маю). Це зумовлено різницею в геологічному віці: молодші острови ще зберігають рельєф, сформований нещодавніми вулканічними виверженнями, тоді як старші поступово вирівнюються внаслідок ерозії та осадонакопичення.
Характерні особливості рельєфу основних островів:
- Фогу (має найактивніший вулкан країни Піку-ду-Фогу (2829 м), останнє виверження якого сталося в 2014—2015 роках; домінує класичний конусний рельєф з кратером, лавовими потоками, лавовими трубками; є кальдера Ша-дас-Калдайраш, всередині якої відбуваються нові виверження;
- Санту-Антан (має гірський рельєф з хребтами, глибокими ущелинами та терасами; висоти сягають понад 1900 м; характеризується активною ерозією, зсувами та глибокими каньйонами);
- Сан-Ніколау (має центральний гірський хребет з вершинами понад 1300 м; схили розсічені глибокими долинами; часто зустрічаються тераси, створені для сільського господарства);
- Сантьягу (найбільший острів архіпелагу, з високими вулканічними хребтами на півночі та більш згладженим півднем; найвища точка острова — гора Антунія (1394 м); річкові долини прорізають плато, створюючи мережу ерозійних форм);
- Брава (найменший з гірських островів, з характерним вулканічним рельєфом; Висота до 976 м; вулкани вимерлі, рельєф еродований, багато лавових плато);
- Сал, Боа-Вішта, Маю (низькорельєфні, переважно плоскі острови з дюнами, прибережними лагунами, солончаками; найнижча середня висота серед островів архіпелагу; геоморфологічно нагадують пустельний або напівпустельний тип ландшафту).

### Клімат
Географічне положення архіпелагу в тропічній зоні визначає особливості його клімату, який суттєво відрізняється від материкової Західної Африки. Клімат Кабо-Верде переважно тропічний пустельний або напівпустельний, із сезонним впливом пасатів, обмеженими опадами і великою кількістю сонячних днів протягом року, який суттєво пом'якшується впливом океану та пасатів.
Основні кліматичні риси включають температурну сталість (середньорічна температура коливається від +22 °C до +30 °C), низьку річну кількість опадів (у середньому 100–300 мм на рік), високу кількість сонячних днів (понад 300 днів на рік), сезонність опадів (короткий дощовий сезон з серпня по жовтень), помірну вологість та часті пасатні вітри.
Завдяки острівному розташуванню, Кабо-Верде має відносно стабільні температури протягом усього року. Середня температура влітку (серпень—вересень) становить від +27 °C до +30 °C, а взимку (січень—березень) — від +22 °C до +25 °C. Значних добових коливань температури немає, що характерно для океанічного тропічного клімату. У високогірних районах температура може опускатися до +10 °C уночі. Проте на узбережжі навіть у зимові місяці клімат залишається м'яким.
Кабо-Верде — одна з найбільш посушливих країн Західної Африки. Середня кількість опадів сильно варіює залежно від острова і висоти місцевості. Найсухіші острови (Сал, Боа-Вішта, Майу) отримують лише 50—100 мм опадів на рік, тоді як більш гористі острови (Санту-Антан, Фогу) можуть мати 300—400 мм (до 600 мм). Дощовий сезон короткий і триває переважно з серпня по жовтень, коли підвищується температура поверхні океану і виникають хмарні конвекційні маси. Проте дощі бувають епізодичними, іноді з великими інтервалами у кілька тижнів. В інші місяці року опади практично відсутні. Іноді трапляються роки, коли дощів немає взагалі. 
Сталий північно-східний пасат, що дме з боку Сахари, грає головну роль у формуванні клімату архіпелагу. Він приносить сухе повітря, зменшує хмарність і посилює випаровування. У зимовий період, зазвичай у січні—лютому, пасати можуть приносити пилові маси із Сахари, відомі як гарматан або просто «сахарський пил». 

## Історія
До прибуття перших європейців острови залишались безлюдними.
Острови були відкриті всередині XV ст. португальськими морськими експедиціями, що здійснювали свої подорожі за дорученням і за рахунок португальського принца Енріке Мореплавця. Претендентами на відкриття островів є експедиція 1456 року під керівництвом італійських капітанів Альвізе Кадамосто і Антоніотто Узодімаре та експедиція 1460 року, яку очолювали португалець Діогу Гоміш і італієць Антоніо да Нолі. Колонізація розпочалась з 1462 року. Економіка островів трималася на рибних промислах і експорті продуктів тропічної рослинності. 1581 року потрапили під іспанську корону. З 1640 року — знову володіння Португалії.
У XIX ст. гавань Мінделу на острові Сан-Вісенте була важливим торговим центром, як головний склад для зберігання британцями вугілля для кораблів, що вирушали до Нового Світу. Зусиллями британців область, у якій була бухта, отримала розвиток, на острові було створено вугільну та телеграфну станції.
У 1930 році урядом Португалії був прийнятий «Колоніальний акт». Метиси-кабовердівці до середини XX ст. становили більше ніж третину основного населення, що суттєво відрізнялося від становища в інших португальських колоніях. Серед них значну роль відігравали асиміладуші, які мали можливість отримати освіту та роботу в португальській адміністрації. Кабо-Верде стало першою колонією, у якій з'явилася вища освіта (станом на 1975 рік 25 % населення Кабо-Верде мало освіту, тоді як у Гвінеї-Бісау лише 5 %).
У 1951 році колонія Кабо-Верде отримала статус заморської провінції (порт. provincia ultramarina). 1953 року з португальської Гвінеї, після отримання вищої освіти, повернулися сини кабовердинців-плантаторів та підприємців, які створили на чолі з Амілкаром Кабралом підпільний рух за незалежність Гвінеї, членами якого стала революційно налаштована інтелігенція та місцеві робітники. Невдовзі А. Кабрал змушений був втікати до Анголи, де разом з Агостиньо Нето взяв участь у створенні народного руху за звільнення Анголи.
У 1972 році провінція набула статусу автономії. У квітні 1974 року, після зміни правого режиму в Португалії, новий португальський уряд визнав Африканську партію незалежності Гвінеї та Кабо-Верде (PAIGC) як законного представника населення Кабо-Верде і організувало переговори, на яких партія висунула вимоги щодо незалежності країни. Португальська сторона відхилила вимоги, посилаючись на те, що в Кабо-Верде не було визвольної війни і що мешканці островів залишаються громадянами Португалії та запропонувавши території залишатися в статусі автономії. Проте, в листопаді 1974 року в Лісабоні було підписано угоду про проголошення незалежності і було сформовано перехідний уряд автономної Республіки Кабо-Верде. 30 червня 1975 року відбулися вибори в Національну Асамблею Республіки і 5 червня 1975 року було оголошено про незалежність. Після проголошення незалежності був обраний шлях подальшого розвитку на основі марксизму, який спрямовувався на побудову соціалістичної держави в короткочасному союзі з іншою колишньою африканською колонією Португалії, Гвінеєю-Бісау до 1981 року. До 1986 року назва країни — Республіка Островів Зеленого Мису (порт. República das Ilhas de Cabo Verde). Після приходу до влади демократичних сил з назви було прибрано слово «Ilhas», республіку почали іменувати як Кабо-Верде.
Перші вибори на багатопартійній основі проведені в 1991 році; переміг «Рух за демократію». Республіка спрямувала свій курс на демократичний устрій.

## Політична система
Кабо-Верде за формою правління є парламентською республікою, згідно з Конституцією 25 вересня 1992 року, глава держави — президент, що обирається парламентом із числа депутатів. Виконавча влада належить президентові та урядові на чолі з прем'єр-міністром. Державний устрій — унітарна держава.
Найголовніші політичні партії:
- Африканська партія незалежності Кабо-Верде, заснована 19 січня 1981 року;
- Рух за демократію, заснований 1990 року.

### Зовнішня політика
Кабо-Верде є членом ООН (з 1975), Африканського Союзу, низки інших міжнародних та регіональних організацій.

#### Українсько-кабо-вердійські відносини
Уряд Кабо-Верде офіційно визнав незалежність України 16 січня 1992 року, а дипломатичні відносини з Україною встановлено 25 березня 1992 року. Дипломатичних і консульських представництв в Україні не створено, найближче посольство Кабо-Верде, що відає справами щодо України, розташоване у Москві (Росія). Справами України в Кабо-Верде відає українське посольство в Португалії.

### Державна символіка
Державний прапор країни затверджено 22 вересня 1992 року. Прапор складається із двох білих і однієї червоної смуги на синьому тлі, що символізує Атлантичний океан, у лівій половині коло із 10 (за кількістю великих островів) золотих п'ятипроменевих зірок.
Державний герб було затверджено у 1992 році. Рівносторонній трикутник блакитного кольору — символ єдності, рівності громадянських прав, з білим смолоскипом усередині, символом свободи. 10 золотих зірок символізують населені острови країни, а золотий ланцюг — згуртованість народу під час посухи.
Державним гімном країни з 1966 року є «Пісня свободи» (порт. Cântico da Liberdade) на слова Амілкара Спенсера Лопіша і музику Адалберту Ігіну Таваріша Сілви.

## Адміністративно-територіальній поділ
В адміністративно-територіальному відношенні територія держави поділяється на: 14 районів.

## Збройні сили
Чисельність збройних сил у 2000 році складала 1,15 тис. військовослужбовців.

## Економіка
Кабо-Верде — одна з найменш розвинених держав. Валовий внутрішній продукт (ВВП) у 2006 році склав 3,1 млрд доларів США (166-е місце в світі); що у перерахунку на одну особу становить 6 тис. доларів (93-е місце в світі). Промисловість разом із будівництвом становить 22 % від ВВП держави; аграрне виробництво разом з лісовим господарством і рибальством — 12 %; сфера обслуговування — 66 % (станом на 2006 рік).
Надходження в державний бюджет Кабо-Верде за 2006 рік склали 325 млн доларів США, а витрати — 370 млн; дефіцит становив 14 %.

### Валюта
Національною валютою країни є ескудо Кабо-Верде.

### Промисловість
Головні галузі промисловості: харчова і гірнича.

### Енергетика
За 2004 рік було вироблено 44 млн кВт·год електроенергії; загальний обсяг спожитої — 40,9 млн кВт·год.
У 2004 році споживання нафти склало 1,1 тис. барелів на добу (100 % імпортується), природний газ не використовується для господарських потреб.

### Агровиробництво
У сільськогосподарському обробітку перебувають 9 % площі держави. Головні сільськогосподарські культури: банани, батат, цукрова тростина, кава, кукурудза, квасоля.

### Транспорт
Міжнародні морські порти: Міндело, Прая, Палмейра і Сал Рей. Міндело на острові Сан-Вісенте — головний порт для круїзних лайнерів і термінал для поромного сполучення з Санто-Антан. Прая на Сантьяго є основним центром для місцевих поромних перевезень на інші острови.
Морський торговий флот — 13 кораблів (2009). Здійснюються перевезення всередині архіпелагу, а також у Західну Африку, Європу і Америку. Вантажообіг портів (2000) — 450 тис. т. Між сусідніми островами ходять пороми і катери.
У 2014 році в країні було 7 аеропортів, у тому числі 4 міжнародних і 3 внутрішніх. (Ще два аеропорти було закрито з міркувань безпеки).
Міжнародні аеропорт ім. Амілкар Кабрала на о. Сал (міжнародні рейси з 1973 року) і в м. Прая (1999), що забезпечують повітряне сполучення з країнами Африки, Європи, Північної і Південної Америки. 2000 року перевезено 140 тис. пасажирів і 20 млн ткм вантажів. Авіалінії місцевих компаній Таква (Transportes Aéreos de Cabo Verde) і Halcyonair (англ. Halcyonair) з'єднують між собою майже всі острови архіпелагу (крім Брава).
Протяжність автодоріг — 1350 км, в тому числі 932 км асфальтованих (2013).
Регулярне автобусне сполучення на островах відсутнє. Найдешевший спосіб пересування на островах — маршрутні таксі (порт. Aluguer) (звані в народі «Carrinhos»), плата за проїзд в них трохи більше 1 $. У маршрутних таксі є пункти відправлення та прибуття, по дорозі вони зупиняються всюди, але не мають чіткого розкладу і вирушають, як тільки заповняться всі вільні місця. Інший вид транспорту, іноді єдиний — таксі.
Залізничного сполучення немає.

### Туризм
У 1996 році Кабо-Верде відвідало 36 тис. іноземних туристів, що дало прибуток у 11 млн доларів США. 2013 року в країні було 552 тис. туристів (серед яких 9 % місцевих), більшість із них прилетіло з Європи.

### Зовнішня торгівля
Основні торговельні партнери Кабо-Верде: Португалія, Іспанія, США, Італія, Нідерланди, Марокко, Бразилія.
Держава експортує: риба, банани, сіль. Основні покупці:
- Іспанія (38,2 %)
- Португалія (33,3 %)
- США (9,2 %)
- Марокко (5,4 %).

У 2006 році вартість експорту склала 96,7 млн доларів США.
Держава імпортує: промислові вироби, харчові продукти. Основні імпортери:
- Португалія (40,8 %)
- Італія (7,8 %)
- Нідерланди (7,2 %)
- Іспанія (5,7 %)
- Бразилія (5,7 %).

У 2006 році вартість імпорту склала 495,1 млн доларів США.

#### Торгівля з Україною
Торгівля з Кабо-Верде у 2009—2013 роках практично не велася (1 тис. доларів США на рік за позицією «конденсатори електричні»). 2014 року зареєстровано експорт українських харчових продуктів вартістю у 26,5 тис. доларів США.

## Населення

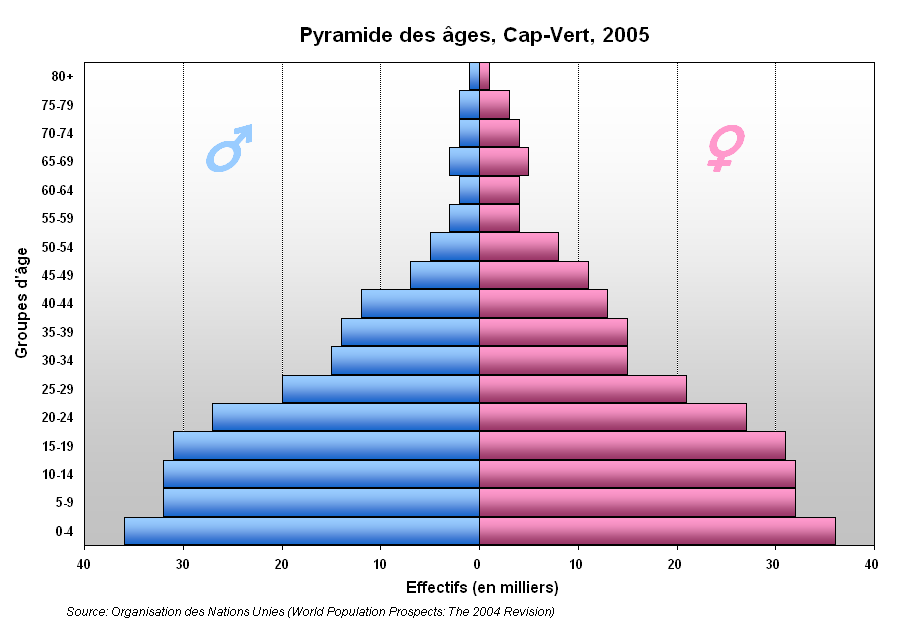
Вікова піраміда населення Кабо-Верде

Населення держави у 2006 році становило 0,42 млн осіб (164-те місце в світі). Густота населення: 110,5 осіб/км² (61-е місце в світі). Згідно статистичних даних за 2006 рік народжуваність 24,9 ‰; смертність 6,6 ‰; природний приріст 18,3 ‰.
Вікова піраміда населення (станом на 2006 рік):
- діти віком до 14 років — 37,9 % (80,6 тис. чоловіків, 79,3 тис. жінок);
- дорослі (15—64 років) — 55,3 % (13,5 тис. чоловіків, 119,4 тис. жінок);
- особи похилого віку (65 років і старіші) — 6,7 % (10,5 тис. чоловіків, 17,8 тис. жінок).

### Урбанізація
Рівень урбанізованості в 2000 році склав 30 %. Головні міста держави: Прая (113 тис. осіб), Мінделу (70 тис. осіб), Санта-Марія (17 тис. осіб).

### Етнічний склад
Головні етноси, що складають кабо-вердійську націю: мулати — 71 %, темношкірі африканці — 28 %, європейці — 1 %.

### Мови
Офіційна мова Кабо-Верде — португальська. Це мова навчання та управління. Вона також використовується у ЗМІ.
Кабувердьяну, креольська мова на основі португальської, ‎використовується в побуті і є рідною мовою практично всіх мешканців Кабо-Верде. Національна конституція вимагає заходів, щоб надати їй паритету з португальською мовою. Нею видана значна кількість літератури. З моменту незалежності від Португалії креольська поступово набуває авторитету всередині країни.

### Релігії
Головні релігії держави: католицтво — 96 % населення, протестантизм — 3 %.

### Охорона здоров'я
Очікувана середня тривалість життя в 2006 році становила 70,7 року: для чоловіків — 67,4 року, для жінок — 74,2 року. Смертність немовлят до 1 року становила 46,5 ‰ (станом на 2006 рік). Населення забезпечене місцями в стаціонарах лікарень на рівні 1 ліжко-місце на 550 жителів; лікарями — 1 лікар на 5130 жителів (станом на 1996 рік).

### Освіта
Рівень письменності в 2003 році становив 76,6 %: 85,8 % серед чоловіків, 69,2 % серед жінок.
Витрати на освіту в 2003 році склали 4,1 % від ВВП, 20 % усіх державних громадських видатків.

### Інтернет
У 2001 році всесвітньою мережею Інтернет у Кабо-Верде користувались 5 тис. осіб.